# Камен Станчев
Камен Станчев е български състезатели и треньор по колоездене, после и спортен коментатор.
Той е сред най-успешните български треньори по колоездене. Треньор е на състезатели на шосе и писта. Като състезател е 3 години отборен шампион с „Левски“. След оттеглянето си като треньор е коментатор за „Евроспорт“ до 2015 г.

## Успехи
- 4-то място на световно първенство на писта 4 клм.
- 2-ро място с Ненчо Стайков на Пробега на мира.
- Спомогнал за израстването на състезателя Димо Ангелов с 3 пъти 4-ти места на световни първенства и 4-то място на олимпийски игри.
- С над 50 златни медала на държавни първенства шосе и писта и много други.